# Elisabeth de Tour et Taxis (1982)
Ne doit pas être confondu avec Elisabeth von Thurn und Taxis.
La princesse Elisabeth de Tour et Taxis (en allemand Elisabeth Margarete Maria Anna Beatriz Prinzessin von Thurn und Taxis, les titres allemands étant inclus dans le nom de famille), est une journaliste, autrice et socialite mondaine, est née le 24 mars 1982 à l'abbaye Saint-Emmeran de Ratisbonne, en Bavière. De naissance, elle appartient à la maison princière de Tour et Taxis. Depuis 2012, Elisabeth travaille en tant que journaliste de mode pour le journal Vogue. En tant que catholique, elle écrit pour le Vatican Magazine. Elle a également écrit plusieurs livres titrés The Faith of Children: In Praise of the People's Devotion (en français La foi des enfants : éloge de la dévotion du peuple), ainsi que Tagebuch einer Prinzessin (en français Journal d'une princesse). Par la presse, elle est souvent connue sous son surnom Princesse TNT, qui est souvent assimilé à sa mère, la princesse Gloria de Tour et Taxis.

## Biographie

### Enfance et famille
La princesse Elisabeth von Thurn und Taxis est née le 24 mars 1982 à l'abbaye Saint-Emmeran, un palais de 500 pièces situé à Ratisbonne, appartenant à sa famille. Elle est le second enfant de Johannes, 11e prince de Thurn und Taxis et de la comtesse Gloria von Schonburg-Glauchau. Elle est la cadette de la princesse Maria Theresia de Tour et Taxis et l'ainée du prince Albert II de Tour et Taxis qui a succédé à son père en 1990 comme 12e prince de Tour et Taxis.

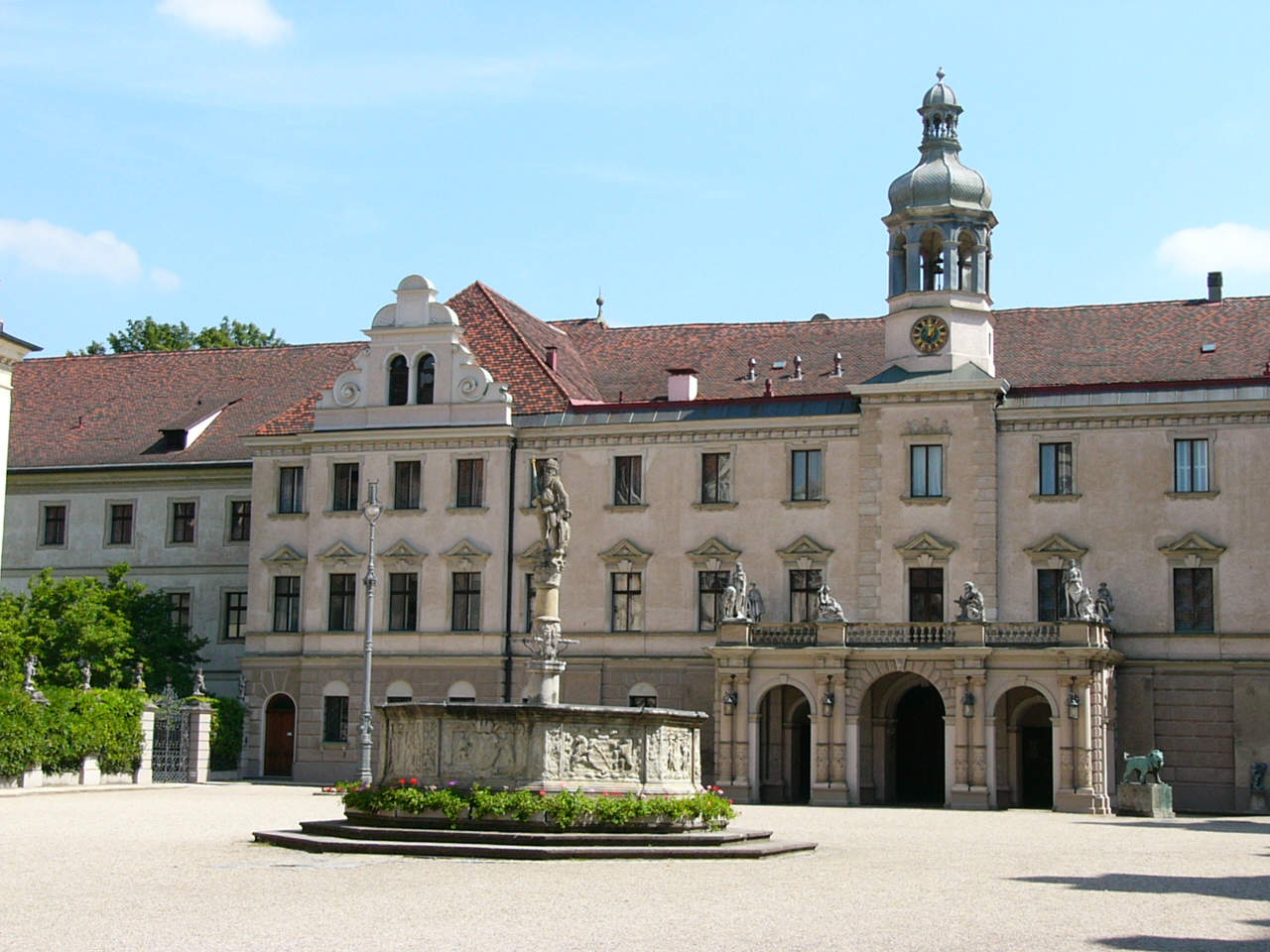
L'abbaye Saint Emmeran, lieu de naissance d'Elisabeth.

Avant 1918, la maison de Thurn und Taxis avait un rang princier au sein de l'Empire allemand où elle a tenu le réseau postal en tant que fief impérial. La maison princière de Tour et Taxis s'étant unie plusieurs fois avec plusieurs dynasties régnantes, Elisabeth est descendante de Léopold II, Jean VI, Louis-Philippe Ier des Français, ainsi que de Charles IV. Par sa mère, d'ascendance comtale, elle descend également des familles princières russes Golitsyn et Meshchersky, ainsi que des princes allemands de Reuss. La maison de Thurn et Taxis est une des familles les plus riches et prospères d'Allemagne. Durant son enfance, Elisabeth et sa famille furent les invités réguliers du chanteur Michael Jackson dans sa propriété du ranch de Neverland. Elle décrit Jackson comme « extrêmement timide » et défend le défunt en écrivant : « Je ne peux imaginer Michael faire du mal à une mouche, encore moins à un ami ».
Elisabeth a été scolarisée à la Sevenoaks School, Kent, en Angleterre, et a décroché une licence en médias et communication de l'American University of Paris.

### Carrière
Elisabeth a travaillé comme rédactrice en chef pour la revue londonienne Finch’s basée à Londres et a écrit un blog, « The Princess Diaries », jusqu'à son départ en 2010. Le blog opposait les attentes, les plaisirs, les difficultés et les hypothèses concernant le statut de « princesse » à des problèmes plus « normaux » tels que la chasse à plat, la météo londonienne et le travail. Elisabeth a également publié une chronique mensuelle dans Vogue et des articles pour des publications allemandes et internationales sur l'art et le style, y compris le magazine de style basé à New York Quest.
Catholique romaine fervente, Elisabeth a écrit pour le British Catholic Herald sur le renouveau des communautés religieuses traditionnelles en France, ainsi qu'une chronique mensuelle dans le magazine Vatican,,. Elle a signé une pétition en 2008 demandant aux évêques d'Angleterre et du Pays de Galles de fournir davantage de messes tridentines dominicales latines. En décembre 2010, elle a publié un volume liturgique intitulé La Foi des enfants: Éloge de la dévotion du peuple. Le livre, qui comportait une préface du frère aîné du pape Benoît XVI, Georg Ratzinger, a été publié en italien et en allemand.
En 2011, ses articles de blog de la revue trimestrielle Finch’s ont été traduits en allemand et publiés dans un livre intitulé Tagebuch einer Prinzessin,.
En 2012, elle a commencé à travailler comme rédactrice de styles pour le magazine de mode Vogue,. En mars 2015, elle a attiré les critiques des médias en partageant une photo sur Instagram de ce qui semble être une femme sans-abri à Paris lisant un numéro de Vogue, qu'elle a posté avec le commentaire suivant : « Paris est plein de surprises .... et @ lecteurs de voguemagazine même dans des recoins inattendus! ». Elle a ensuite supprimé la photo et s'est excusée sur Twitter pour avoir commis un délit quelconque. En octobre 2019, Elisabeth a organisé la vente à Genève des Magnificent Jewels and Noble Jewels  (bijoux magnifiques et nobles) de Sotheby.

### Vie personnelle
Elisabeth a souvent figuré dans des articles de journal socialite et a paru dans un article de Vanity Fair intitulé « Fortune's Children » en juin 2009, photographié par Bruce Weber. « Je pense que c'est un immense privilège de pouvoir utiliser l'accès que nous avons de manière intéressante », a-t-elle déclaré en discutant d'un livre sur les collectionneurs d'œuvres d'art qu'elle écrit en collaboration avec son cousin, le photographe Alex Flick,.

## Titres et honneurs

### Titulature
- depuis le 24 mars 1982 : Son Altesse Sérénissime la princesse Elisabeth von Thurn und Taxis, princesse de Thurn und Taxis

### Décorations
- Dame d'honneur et dévotion de l'Ordre de Malte[19]
- Dame de l'Ordre du Parfaite Amitié